# Pintor de Amasis

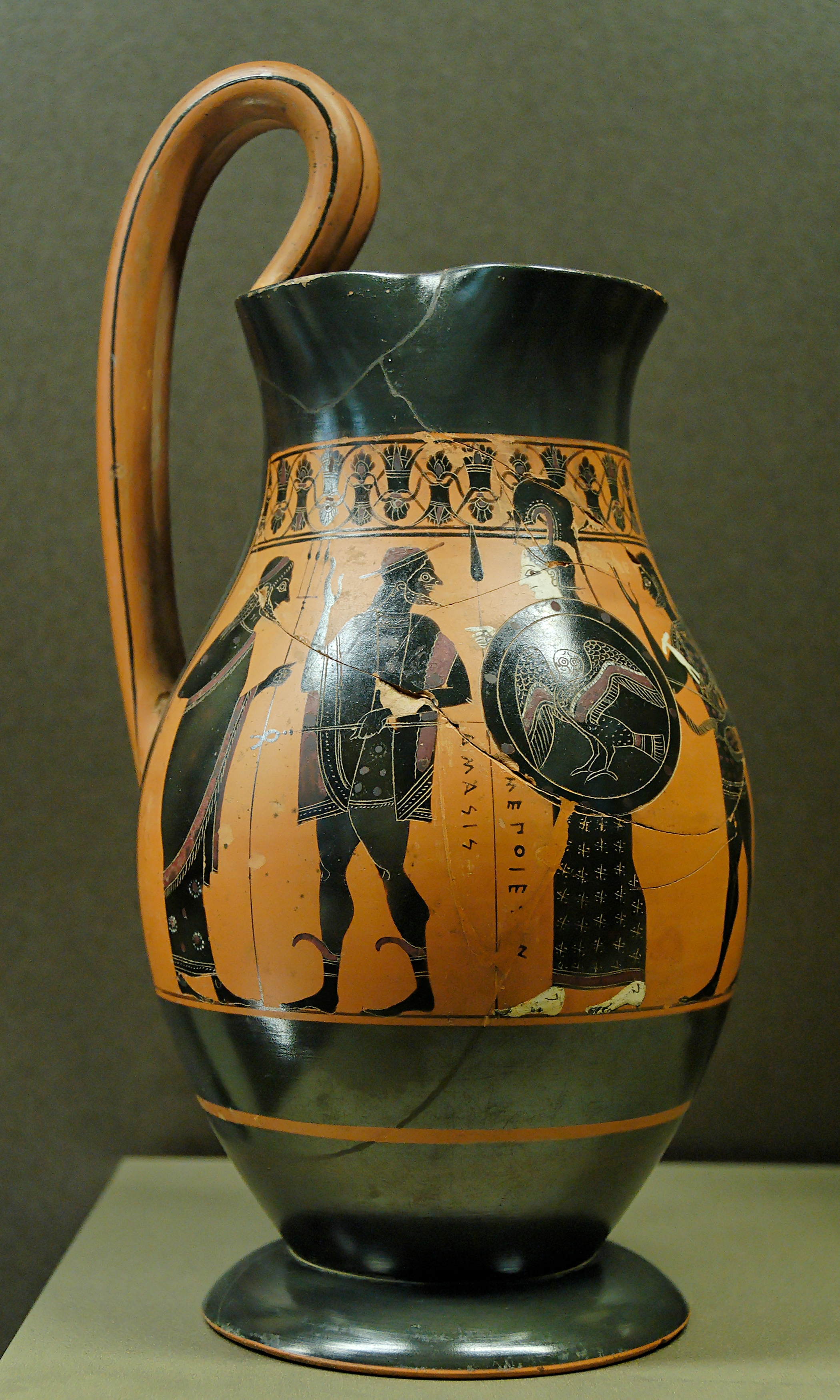
Entrada de Heracles en el Olimpo (rodeado de Atenea y de Poseidón). Olpe ático de figuras negras de Amasis, 550-530 a. C.

Pintor de Amasis es la denominación historiográfica de un pintor griego antiguo, de cerámica de figuras negras, vinculado al ceramista ateniense Amasis. Nació en el siglo VI a. C. en Naucratis (en el Delta del Nilo, Egipto), ejerció entre 555 y 525 a. C. Fue uno de los pintores de vasos que hicieron evolucionar el arte de la cerámica griega.
Recibió su nombre convenido del alfarero Amasis, conocido por nueve vasos firmados (ΑΜΑΣΙΣ ΜΕΠΟΙΕΣΕΝ – "Amasis me hizo" para quien trabajó. Subió a doce el número de vasos que había firmado con ocasión de la exposición de 1985 y a 132 los vasos atribuidos: The Amasis Painter and His World.

## Vida y carrera

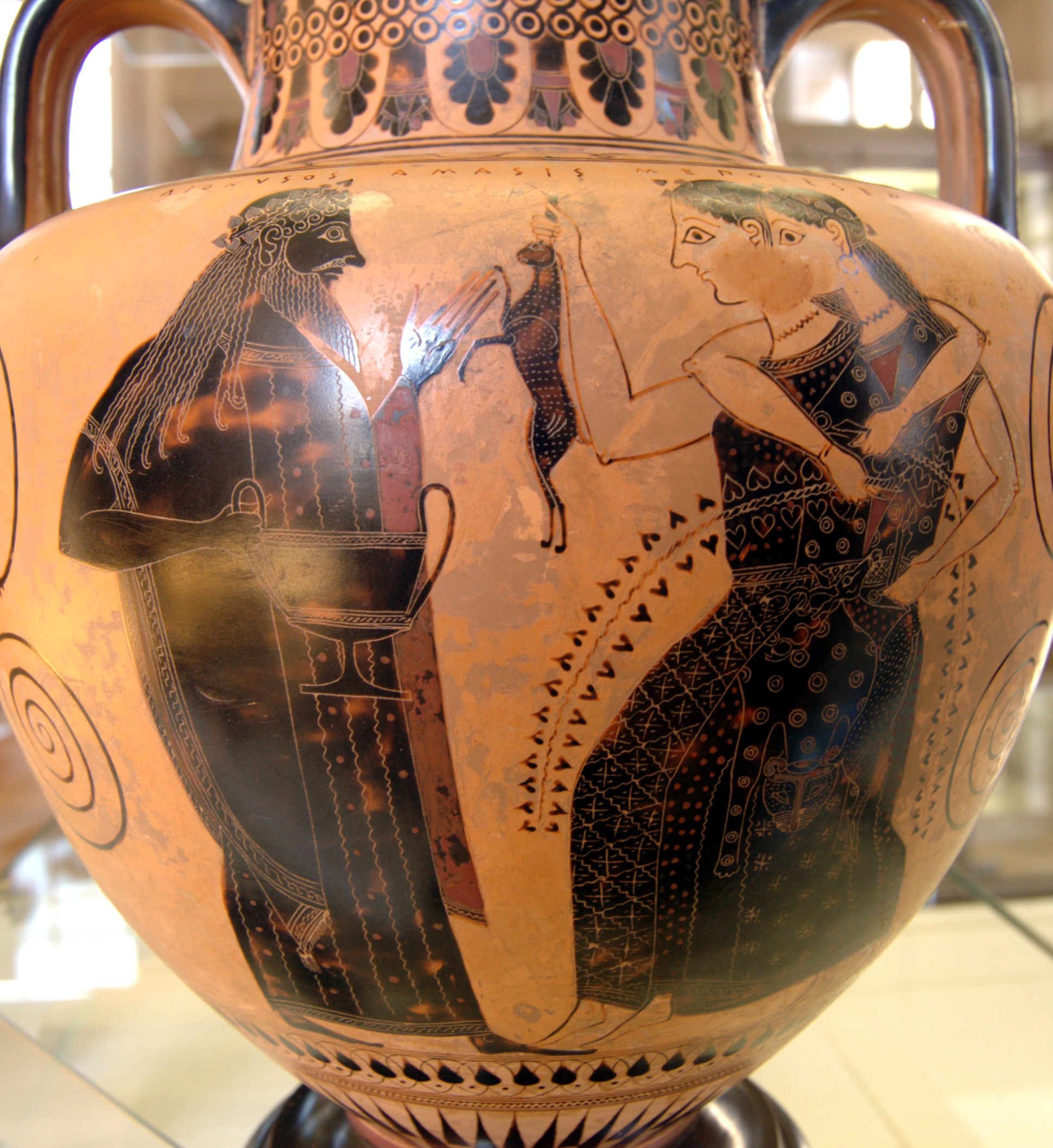
Dioniso y dos ménades, una de ellas sosteniendo una liebre. Cara B de un ánfora de cuello ática de figuras negras, ca. 550-530 a. C., procedente de Vulci. Inscripción: ΔΙΟΝVSOS ("Dionisio"), AMASIS MEΠOIESEN ("Amasis me hizo"). Cabinet des médailles de la Bibliothèque nationale de France, París.

Se ha sugerido que el alfarero Amasis pudo haber sido un ateniense llamado así por el rey egipcio Amosis o que no era originalmente ateniense y solo adoptó el nombre después de llegar a Atenas; pudo haber sido un meteco  (extranjero residente). Esto lleva a algunos a creer que el pintor de Amasis, o al menos el alfarero Amasis, pudo haber sido extranjero, originario de Egipto. Otra posibilidad es que su nombre de firma fuera un apodo que le dieron sus contemporáneos debido a alguna característica egipcia, como por ejemplo su forma de alabastrón. El uso que hace Exequias del término “Amasos” para ilustrar a un etíope no tiene una explicación clara, pero generalmente se cree que se estaba burlando de Amasis como un rival profesional contemporáneo.
Algunos estudiosos apoyan la hipótesis de que el alfarero y el pintor eran personas diferentes, mientras que otros creen que eran la misma persona (la mayoría de los estudiosos no están de acuerdo).
A pesar de la posibilidad de su origen egipcio, los estudiosos coinciden en que aprendió su oficio en Atenas, probablemente con el Pintor de Heidelberg. Este pintor trabajó alrededor del 575-550 a. C. y es más conocido por su trabajo en las copas de Siana. El Pintor de Amasis toma prestadas escenas del Pintor de Heidelberg, como la de un guerrero que se pone grebas con múltiples espectadores; sin embargo, el Pintor de Amasis añade su propio toque al tratamiento de sus figuras, impartiendo una mayor sensación de detalle y, a menudo, añadiendo un borde de doble banda característico y un festón de palmetas y lotos a la decoración ornamental. En otros ejemplos, el uso de prendas con flecos por parte del Pintor de Amasis también enfatiza una posible relación estrecha entre ambos. En sus inicios, representó procesiones suntuosas, vestimentas con flecos y detalles anatómicos de los cuerpos finamente representados. Sus dibujos (especialmente en miniaturas) están a veces claramente influenciados por el pintor Clitias.
Su carrera fue extensa, abarcando casi 50 años, desde aproximadamente el 560 hasta el 515 a. C., y abarcó la transición de las fases tempranas a la maduración de la pintura ática de figuras negras. Fue singular en su reacción a los rápidos cambios que ocurrían a su alrededor. Su estilo, aunque generalmente conservador, evolucionó con ciertos avances en el medio. Sin embargo, también rechazó ciertas tendencias y logró mantener una consistencia que puede rastrearse a lo largo de toda su vida, lo que dificulta la datación de obras de su época. Su desarrollo a lo largo de su carrera, que se clasifica vagamente en fases tempranas, intermedias y tardías, demuestra la trayectoria del artista desde el principiante hasta la maestría. Como explica R. M. Cook: «Su obra temprana es convencional y sobria, pero a medida que madura, muestra una mayor seguridad personal».

## Obra

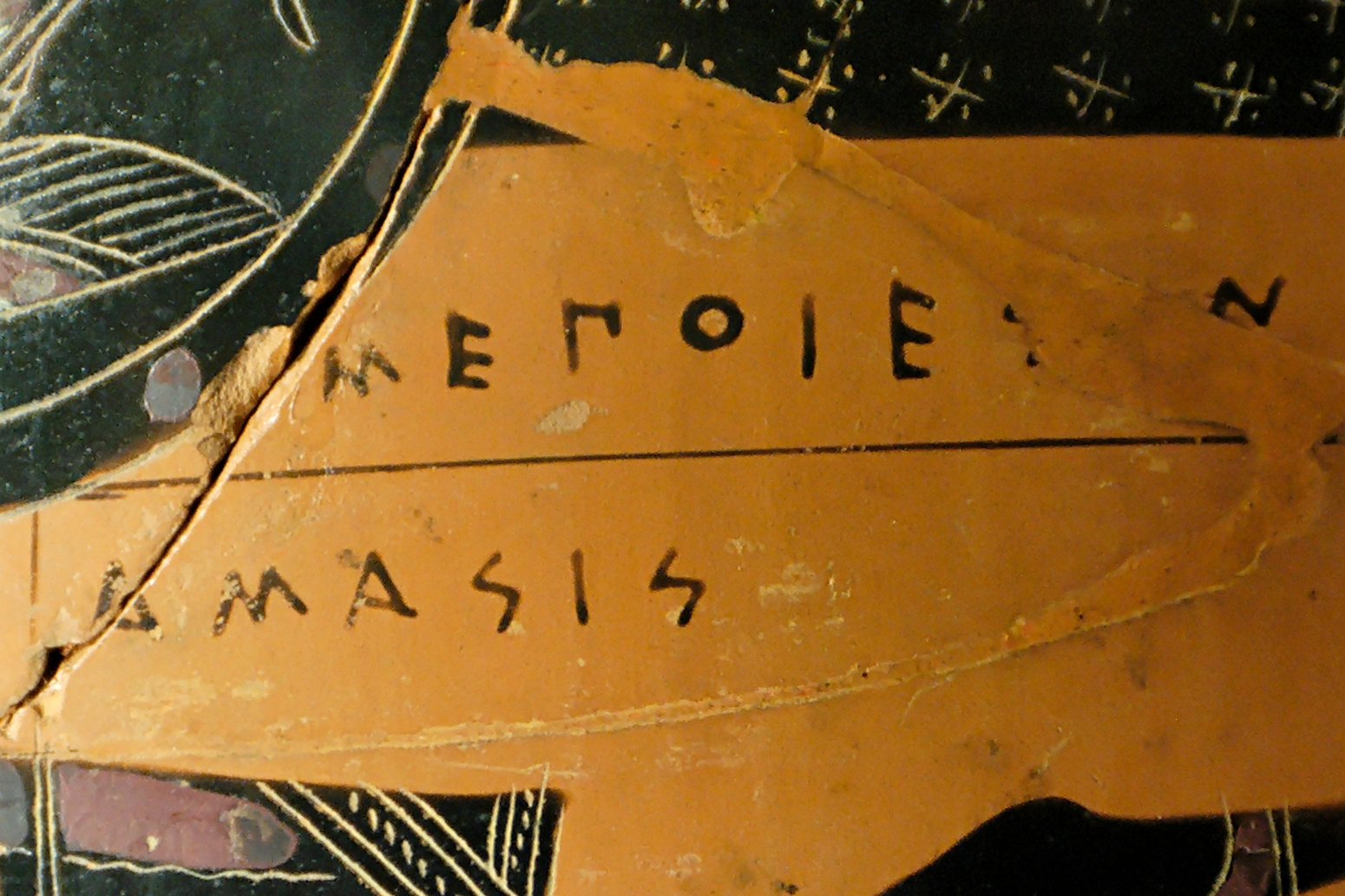
Firma de Amasis en un olpe con boca trilobulada, Louvre F 30.

Hay 11 vasos de figuras negras y un fragmento pintados por la misma mano y con una firma que dice «Amasis mepoiesen», que significa ‘Amasis me hizo’, lo que indica que el artista Amasis es el alfarero de estas obras.  Como las 12 obras estaban decoradas por un único pintor, algunos estudiosos han supuesto que el alfarero y el pintor eran el mismo. Sin embargo, desde la atribución en 1971 de una obra firmada por Amasis a la mano del Pintor de Taleides, se recuerda a los entendidos que deben distinguir entre el alfarero Amasis y el Pintor de Amasis con cuidado.. Las doce piezas firmadas por el pintor son tres ánforas de cuello de hombros anchos, cuatro olpes (una forma antigua de jarra de vino), una copa de bandas, un kílix, un kílix pequeño, una píxide y un fragmento de vaso. Para los estudiosos que creen que el alfarero y el pintor eran idénticos, las formas pequeñas y refinadas de los vasos de Amasis refuerzan el argumento de las contribuciones innovadoras de Amasis a los vasos atenienses del siglo VI a. C. Como escribe Boardman: «La elaboración de sus vasos es tan distintiva como la pintura. La concurrencia de ambos fenómenos bien podría sugerir que alfarero y pintor eran un solo hombre, sobre todo porque los elementos distintivos de cada oficio parecen compartir un espíritu común».
Tanto si el pintor era realmente el alfarero como si no, el Pintor de Amasis decoró una amplia variedad de formas, entre las que se incluyen ánforas de cuello y panzudas, utilizadas para almacenar vino o aceite; enócoes, vasos para verter vino; lécitos, vasos para ungüentos; alabastrones y aríbalos, para aceites o perfumes; y una variedad de vasos para beber, entre los que se incluyen mastos, escifos y kílices. De estas formas, el Pintor Amasis parece haber preferido las formas más pequeñas y «fáciles de usar», de 30 a 35 centímetros de altura, y las dimensiones reducidas del espacio pictórico, por ejemplo, en bandas.

## Temas

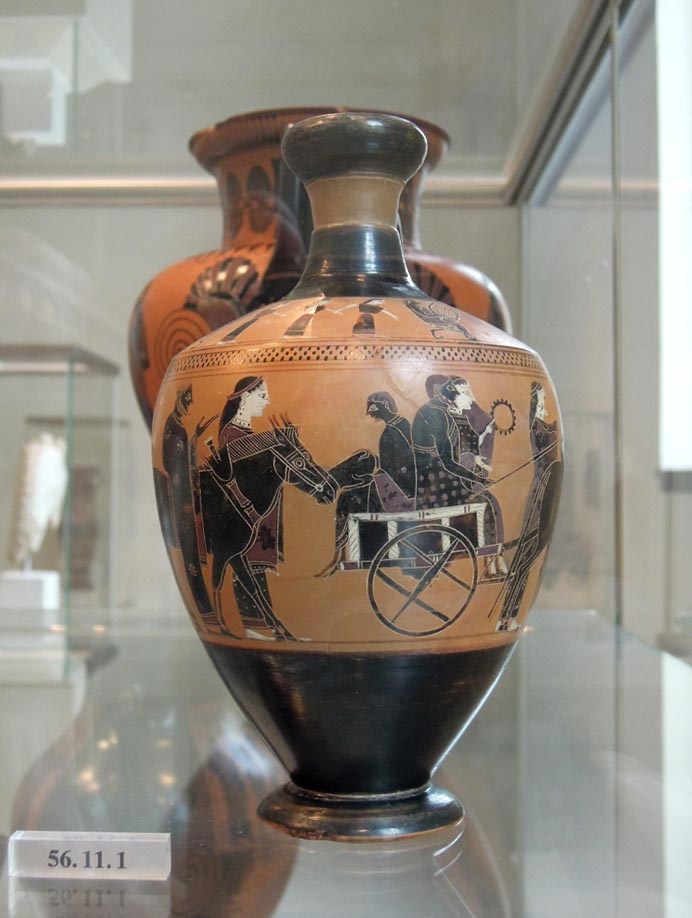
Lécito atribuido al Pintor de Amasis, que muestra un cortejo nupcial. Donación de Walter C. Baker, 1956, 56.11.1, Museo Metropolitano de Arte.

Abordó casi todos los temas disponibles para un pintor de vasos del siglo VI a. C.: de 165 escenas, 20 son temas mitológicos narrativos. Sin embargo, su verdadera personalidad como artista y sus contribuciones más importantes al legado de la pintura de figuras negras se revelan en sus temas no narrativos de dioses y mortales, y en sus numerosas escenas de género. Se le atribuye ser el primero en mostrar escenas no específicas de interacciones entre dioses, especialmente Dioniso y sus alegres juerguistas, a quienes pintó más de 20 veces, en comparación con una sola de Exequias.
Otro de sus temas más comunes es Atenea frente a Poseidón, y aunque al espectador se le recuerda el mito de la competencia por Atenas, la representación de esta escena por parte del Pintor de Amasis no suele transmitir una narrativa específica. Amplía estas representaciones de dioses para incluir a los mortales; como sostiene Stewart, estas escenas hablan de la capacidad del pintor para evocar una conciencia cultural contemporánea de los dioses siempre presentes en la vida cotidiana griega.
Decoró sus vasos con un amplio repertorio de escenas, desde representaciones de dioses y héroes olímpicos, escenas de la Ilíada de Homero hasta escenas de la vida cotidiana en Atenas y la campiña ática. Aunque varias de sus figuras están marcadas con inscripciones, las escenas no siempre son fácilmente reconocibles. Prefería llenar sus escenas con figuras que participaban en la acción o actuaban como espectadores, concentrándose solo ocasionalmente en los elementos esenciales de la escena. El dios Dioniso es una de sus figuras favoritas, de pie entre sátiros, ménades y mortales, o supervisando la vendimia. El héroe Heracles es representado siendo recibido por los dioses en el monte Olimpo tras su muerte. Sus escenas mitológicas están bellamente representadas, pero rara vez representan las representaciones habituales de escenas mitológicas (algunas escenas son difíciles de identificar). Fue uno de los primeros en representar complejas escenas cotidianas en vasos, como una cortejo nupcial, el registro pictórico temprano más completo de una boda ática, mujeres en diversas etapas del procesamiento y tejido de la lana, el regreso de los cazadores o una procesión ecuestre (su sentido del humor se refleja en la divertida escena de los sátiros elaborando vino, representada en el ánfora de Wurzburgo).
La desviación del canon tradicional le permitió una mayor libertad para explorar detalles particularizados en su tratamiento de temas mitológicos. Fue también pionero en la representación de escenas de género de la vida cotidiana, como el transporte en carro de unos recién casados a casa del novio o el trabajo de la lana por un grupo de mujeres.

## Estilo
Se distingue por su preferencia por la simetría, la precisión y la claridad, así como por su expresividad a través del dominio del medio y la composición. Como señala Von Bothmer, el artista destaca especialmente como miniaturista y posee una gran habilidad para crear armonía entre forma y decoración. La principal característica de su obra es la precisión del dibujo y la capacidad de trabajar en diferentes escalas. También prestaba atención a la armonía entre la forma del vaso y su decoración: su estilo es lo suficientemente individual como para ser reconocible.
También compartía muchas características con el pintor Lido, como en los elementos compositivos, o incluso en ciertos detalles del dibujo. Utilizó bandas de capullos verticales o palmetas y lotos para decorar la superficie sobre las escenas pintadas en las ánforas. En la última fase de su carrera, pintó pliegues planos y angulares en lugar de drapeados y dibujó el cuerpo femenino de contorno. Otras características de su obra en este período incluyen un cambio en la ornamentación de la composición que enmarca, la pérdida de la hoja central de los lotos y, en ocasiones, la omisión de las líneas básicas de las figuras. También le gustaba de representar joyas y armaduras, especialmente escudos, así como elementos arquitectónicos (casas con fuentes, columnas de edificios y dístilo in antis), lo que le ofrecía la oportunidad de lograr profundidad espacial en sus representaciones.
Otra característica única suya es el uso ocasional de un contorno vidriado para delinear figuras femeninas, en concreto ménades. Si bien no fue el primero en usar un contorno vidriado, sí fue el primero en combinarlo con la técnica de figuras negras en un solo vaso, posiblemente anticipando el estilo de figuras rojas, como sugiere Semni Karusou, o como reacción a él. Se desconoce el alcance de su interacción con la técnica de figuras rojas, vigente al final de su carrera, pero las líneas libres y curvilíneas y las brillantes composiciones de su obra posterior podrían indicar su influencia.

## Elementos decorativos
Los entendidos también pueden identificar la obra del Pintor de Amasis por su característico uso de la ornamentación. El artista solía reforzar sus marcos con una línea doble y, a veces, triple de vidriado, otra herencia del Pintor de Heidelberg. Además, podía usar esta línea doble o triple para separar la escena del panel de la banda ornamental, y ocasionalmente utilizaba un meandro. Otros dos motivos que empleaba con frecuencia eran las bandas en zigzag y las rosetas. Finalmente, el Pintor de Amasis es más reconocible por el uso de bandas ornamentales florales, que Beazley caracteriza como vivas y vívidas. Partiendo de sencillos capullos verticales, a diferencia de los capullos colgantes característicos de otros artistas, desarrolló con el tiempo el festón de loto-palmeta, más complejo. Utilizó ambos motivos a lo largo de su carrera y, especialmente en obras posteriores, destacan por su excelente simetría y equilibrio cromático. Como describe Mertens: «En el festón de palmetas y lotos…, cada unidad está meticulosamente espaciada dentro del campo, y se ha puesto un cuidado extraordinario en los zarcillos, especialmente en los que se desarrollan a partir de las palmetas. Los intervalos son tan importantes como las formas».

## El pintor de Amasis y Exequias
Los estudiosos consideran tradicionalmente que el pintor de Amasis y Exequias representan las dos "escuelas" de la pintura ática de figuras negras de mediados del siglo VI a. C., y se les atribuye la plena madurez de la técnica de las figuras negras. El análisis académico tradicional de ambos pintores implica una comparación. Ambos artistas fueron dibujantes excepcionales y maestros del detalle, que se empleaba para transmitir escenas vívidas. En la literatura tradicional, los estudiosos han favorecido a Exequias como el artista superior, a quien se le atribuye la maestría en el desarrollo preclásico de la narrativa: «condensando historias conocidas y representando momentos que implican un poder y una economía no alcanzados por sus predecesores».
Los historiadores del arte, por otro lado, atribuyen al Pintor de Amasis el desarrollo de escenas de género originales y no narrativas. Consideran que sus obras más destacadas son aquellas que emplean el humor, el ingenio y la expresión mediante un uso magistral del buril y el pincel. En la literatura predominante anterior a la exposición Getty, era considerado un caso atípico en la marcha de Exequias hacia el clasicismo.  Sin embargo, «The Amasis Painter and His World» sirvió para reintroducir al pintor de Amasis bajo una nueva luz: como un hilo conductor crucial en una red de pintores de la Grecia del siglo VI a. C. Cabe destacar que el conocimiento de John  Beazley explica la obra del Pintor de Amasis y permite a los espectadores y académicos modernos considerar su obra desde esta perspectiva.

## Comercio de sus vasos
Sus vasos se vendieron en muchos lugares del mundo antiguo, como es el caso de otros pintores áticos, sus obras se han encontrado en el sur de Ucrania (en la isla Berezán), el sur de Italia y Sicilia (en los yacimientos de las antiguas ciudades de Cumas, Capua, Gravisca, Vulci, Orvieto, Chiusi, Cerveteri y Selinunte), el norte de África (en los yacimientos de las ciudades de Naucratis, Cirene), en Chipre y Grecia (en los yacimientos de las ciudades de Atenas, Eleusis, Tanagra, Peracora, Rodas y las islas de Delos y Samos). Hoy en día, las obras de este pintor se conservan en numerosos museos y colecciones privadas de todo el mundo. Se consideran tesoros artísticos de incalculable valor.

## Obras selectas
- Atenas, Museo de la Acrópolis

Pínax 2510
- Berlín, Antikensammlung

Ánfora panzuda F 1688 • Ánfora F 1691 • Fragmento de una ánfora panzuda F 1692
- Bloomington, Museo de Arte de la Universidad de Indiana

Ánfora 71.82
- Boston, Museo de Artes

Ánfora de cuello 18026 • Ánfora 01.8026 • Ánfora 01.8027 • Kílix 10.651
- Londres, Museo Británico

Olpe B 52 • Olpe B 471
- Múnich, Staatliche Antikensammlungen

Ánfora panzuda 1383 • Amphora 8763
- Nueva York, Museo Metropolitano de Arte

Ánfora panzuda 06.1021.69 • Ánfora 56.171.10
- París, Museo del Louvre

Ánfora F 25 • Ánfora F 26 • Enócoe F 30 • Ánfora F 36
- Wurzburgo, Martin von Wagner Museum

Ánfora L 265